# سينما هوليوود الكلاسيكية
 السينما الكلاسيكية في هوليوود، والسرد الكلاسيكي هوليوود، والاستمرارية الكلاسيكية هي المصطلحات المستخدمة في النقد السينمائي الذي يعين على حد سواء السرد والنمط المرئي لصناعة الأفلام التي تطورت في سينما الولايات المتحدة الأمريكية  بين 1917 وأوائل الستينات، وأصبح في نهاية المطاف أقوى نمط منتشر في صناعة الأفلام في جميع أنحاء العالم.

## تطور النمط الكلاسيكي

### في وقت مبكر من عام (1894-1913)
تبدأ من إختراع السينما على يد الأخوين لوميير.وإمتازت هذه الفترة بالأفلام القصيرة (لا تتعدى مدتها ساعة واحدة) وذات التمثيل الرذيء والمؤثرات وتكنيكات التصوير والإضاءة البدائية وكانت تعرض بعض الأفلام في المقاهي.
لقرون كان المعيار المرئي الوحيد لفن سرد القصص هو المسرح. منذ ظهور الأفلام الروائية الأولى في منتصف تسعينيات القرن التاسع عشر، سعى صانعو الأفلام إلى التقاط قوة المسرح الحي على شاشة السينما. بدأ معظم صانعي الأفلام هؤلاء كمخرجين في أواخر القرن التاسع عشر، وبالمثل فإن معظم الممثلين السينمائيين لهم جذور في الفودفيل (على سبيل المثال، الأخوان ماركس أو الميلودراما المسرحية. بصريًا، لم تتكيف الأفلام الروائية المبكرة مع المسرح، ولم تتكيف رواياتها إلا قليلاً مع الفودفيل والميلودراما. قبل النمط المرئي الذي أصبح يُعرف باسم «الاستمرارية الكلاسيكية»، تم تصوير المشاهد في لقطة كاملة واستخدمت التدريج المصمم بعناية لتصوير العلاقات بين الحبكة والشخصية. كان القص محدودًا للغاية، وكان يتألف في الغالب من لقطات مقرّبة للكتابة على الأشياء لإمكانية قراءتها.

### فترة الصمت (1913-1920)
على الرغم من افتقاده للواقع المتأصل في المسرح، فإن الفيلم (على عكس المسرح) يوفر حرية التلاعب بالزمان والمكان الظاهريين، وبالتالي خلق وهم الواقعية - أي الخطية الزمنية والاستمرارية المكانية. بحلول أوائل العقد الأول من القرن العشرين، بدأت صناعة الأفلام في تحقيق إمكاناتها الفنية. في السويد والدنمارك، عرفت هذه الفترة فيما بعد باسم «العصر الذهبي» للفيلم. في أمريكا، يُعزى هذا التغيير الفني إلى صانعي الأفلام مثل D. بدأت الأفلام في جميع أنحاء العالم تتبنى بشكل ملحوظ العناصر المرئية والسردية التي يمكن العثور عليها في سينما هوليوود الكلاسيكية. كان عام 1913 عامًا مثمرًا بشكل خاص بالنسبة للوسيلة، حيث أنتج المخرجون الرواد من عدة بلدان روائع مثل قلب الأمومة (دو جريفيث)، وإنجبورج هولم (فيكتور سيوستروم)،
باريس التي وضعت معايير جديدة لـ الفيلم كشكل من أشكال سرد القصص. كان أيضًا العام الذي بدأ فيه يفغيني باور (أول فنان سينمائي حقيقي، وفقًا لجورج سادول) حياته المهنية القصيرة، ولكن الغزيرة الإنتاج.
في العالم بشكل عام وفي أمريكا على وجه التحديد، كان تأثير غريفيث على صناعة الأفلام لا مثيل له. بنفس القدر من التأثير كان ممثلوه في تكييف أدائهم مع الوسيلة الجديدة. ليليان غيش، نجمة قلب الأمومة، تشتهر بشكل خاص بتأثيرها على تقنيات أداء الشاشة. كانت ملحمة جريفيث عام 1915 «ولادة أمة» رائدة في صناعة الأفلام كوسيلة لرواية القصص - وهي تحفة من السرد الأدبي مع العديد من التقنيات المرئية المبتكرة. بدأ الفيلم تطورات عديدة في السينما الأمريكية حتى أصبح عفا عليها الزمن في غضون سنوات قليلة. على الرغم من أن عام 1913 كان علامة بارزة عالمية في صناعة الأفلام، إلا أن عام 1917 كان في الأساس معلمًا أمريكيًا؛ تميز عصر «سينما هوليوود الكلاسيكية» بأسلوب سردي وبصري بدأ بالسيطرة على الوسط السينمائي في أمريكا بحلول عام 1917.
تميزت هذه الفترة عن سابقتها أنها شهدت تحسن ملحوظ في إنتاجات وقصص الأفلام كما بدأ إحتراف مهنة التمثيل السينمائي وإنتشرت صالات العرض وتأسيس شركات الإنتاج، فظهر نجم الأفلام الكوميدية تشارلي تشابلن وأنواع سينمائية آخرى، ومن أهم أفلام هذه الفترة ولادة أمة 1915 من إنتاج وإخراج ديفيد غريفيث ويصبح هذا الفيلم تمهيدا لبداية سطوع الإنتاجات الطويلة وغلبتها في المجال السينمائي.

## قائمة الشخصيات الهامة في العصر
تم التعرف على أولئك المدرجين بالخط العريض في قائمة معهد الفيلم الامريكي لتصنيف أفضل 25 ذكرًا و 25 أنثى من أعظم أساطير الشاشة في تاريخ الفيلم الأمريكي. أبرز النجوم من جنسهم هم همفري بوجارت وكاثرين هيبورن، اللذان قاما بدور البطولة في فيلم المغامرة الكلاسيكي الملكة الأفريقية عام 1951.
- أدولف زكور (1873–1976)
- لايونيل باريمور (1878–1954)
- سيسيل ديميل (1881–1959)
- صمويل غولدوين (1882–1974)
- لويس بي. ماير (1884–1957)
- شيكو ماركس (1887–1961)
- هاربو ماركس (1888–1964)
- تشارلي تشابلن (1889–1977)
- غروتشو ماركس (1890–1977)
- جاك وارنر (1892–1978)
- وليام باول (1892–1984)
- ماري بيكفورد (1892-1979)
- ماي ويست (1893-198.0)
- ليليان غيش (1893-1993)
- هاتي مكدانيل (1893-1952)
- إدوارد ج.روبنسون (1893–1973)
- جون فورد (1894–1973)
- باستر كيتون (1895–1966)
- خوزيه موخيكا (1895–1974)
- فرانك كابرا (1897-1991)
- فريدريك مارج (1897–1975)
- والتر بيدجون (1897–1984)
- إيرين دان (1898-1990)
- فريد أستير (1899–1987)
- غلوريا سوانسون (1899–1983)
- جيمس كاغني (1899–1986)
- ألفريد هتشكوك (1899–1980)
- همفري بوغارت (1899–1957)
- جورج كوكور (1899–1983)
- رامون نوفارو (1899–1968)
- سبنسر تريسي (1900–1967)
- جين آرثر (1900-1991)
- هيلين هيز (1900-1993)
- كلارك جابل (1901–1960)
- غاري كوبر (1901-1961)
- مارلين ديتريش (1901-1992)
- ويليام ويلر (1902-1981)
- نورما شيرر (1902–1983)
- بنج كروسبي (1903-1977)
- كلوديت كولبيرت (1903-1996)
- كاري غرانت (1904-1986)
- دولوريس ديل ريو (1904-1983)
- جرير جارسون (1904-1996)
- هنري فوندا (1905-1982)
- غريتا غاربو (1905-1990)
- ميرنا لوي (1905-1993)
- بيلي وايلدر (1906-2002)
- جوان كروفورد (1906-1977)
- فريد زينمان (1907-1997)
- كاثرين هيبورن (1907-2003)
- لورنس أوليفر (1907-1989)
- جون واين (1907-1979)
- روزاليند راسل (1907–1976)
- باربرا ستانويك (1907-1990)
- بيت ديفيس (1908-1989)
- جيمس ستيوارت (1908-1997)
- تيتو جيزار (1908-1999)
- لوب فيليز (1908-1944)
- كارول لومبارد (1908-1942)
- دوجلاس فيربانكس جونيور (1909-2000)
- إيرول فلين (1909-1959)
- فنسنت برايس (1911-1993)
- جان هارلو (1911-1937)
- جينجر روجرز (1911-1995)
- جين كيلي (1912-1996)
- فيفيان لي (1913-1967)
- بيرت لانكستر (1913-1994)
- أورسون ويلز (1915–1985)
- إنجريد بيرجمان (1915-1982)
- فرانك سيناترا (1915-1998)
- أنتوني كوين (1915-2001)
- بيتي جرابل (1916–1973)
- جريجوري بيك (1916-2003)
- أوليفيا دي هافيلاند (1916-2020)
- كيرك دوغلاس (1916-2020)
- جين وايمان (1917-2007)
- جوان فونتين (1917-2013)
- لينا هورن (1917-2010)
- روبرت ميتشوم (1917-1997)
- سوزان هايوارد (1917-1975)
- وليام هولدن (1918-1981)
- ريتا هايورث (1918-1987)
- جنيفر جونز (1919–2009)
- مورين أوهارا (1920-2015)
- مونتغمري كليفت (1920-1966)
- ميكي روني (1920-2014)
- جين تيرني (1920-1991)
- إستر ويليامز (1921-2013)
- ديبورا كير (1921-2007)
- جين راسل (1921-2011)
- سيد تشاريس (1921-2008)
- لانا تيرنر (1921-1995)
- جودي جارلاند (1922-1969)
- دوريس داي (1922-2019)
- دوروثي داندريدج (1922-1965)
- آفا جاردنر (1922-1990)
- تشارلتون هيستون (1923-2008)
- مارلون براندو (1924-2004)
- إيفا ماري سانت (مواليد 1924)
- لورين باكال (1924-2014)
- كاتي خورادو (1924-2002)
- جاك ليمون (1925-2001)
- بول نيومان (1925-2008)
- روك هدسون (1925–1985)
- توني كيرتس (1925-2010)
- مارلين مونرو (1926-1962)
- سيدني بواتييه (مواليد 1927)
- جانيت لي (1927-2004)
- شيرلي تيمبل (1928-2014)
- أودري هيبورن (1929-1993)
- جريس كيلي (1929–1982)
- جيمس دين (1931–1955)
- إليزابيث تايلور (1932-2011)
- ديبي رينولدز (1932-2016)
- صوفيا لورين (مواليد 1934)
- شيرلي ماكلين (مواليد 1934)

## ممثلين أحياء بارزين من هوليوود الكلاسيكية
- مارشا هانت - مواليد 1917 (104 سنة)
- كارين مارش دول - مواليد 1919 (102 سنة)
- نحميا بيرسوف - مواليد 1919 (102 سنة)
- مارجيا دين - مواليد 1922 (99 سنة).
- جانيس بيج - مواليد 1922 (99 سنة).
- جلينيس جونز - مواليد 1923 (98 سنة)
- نورين ناش - مواليد 1924 (97 سنة)
- إيفا ماري سانت - مواليد 1924 (97 سنة)
- جون لوكهارت - مواليد 1925 (96 سنة).
- كارا ويليامز - مواليد 1925 (96 سنة)
- أنجيلا لانسبيري - مواليد 1925 (96 سنة)
- كارلتون كاربنتر - مواليد 1926 (95 سنة).
- تيري كيلبورن - مواليد 1926 (95 سنة).
- باربرا راش - مواليد 1927 (94 سنة)
- سيدني بواتييه - مواليد 1927 (94 سنة).
- هاري بيلافونت - مواليد 1927 (94 سنة)
- كورا سو كولينز - مواليد 1927 (94 سنة)
- جينا لولوبريجيدا - مواليد 1927 (94 سنة)
- نانسي أولسون - مواليد 1928 (93 سنة).
- آن بليث - مواليد 1928 (93 سنة)
- تيري مور - مواليد 1929 (92 سنة)
- فيرا مايلز - مواليد 1929 (92 سنة).
- تيبي هيدرين - مواليد 1930 (91 سنة)
- جوان وودوارد - مواليد 1930 (91 سنة)
- مامي فان دورين - مواليد 1931 (90 سنة)
- كلير بلوم - مواليد 1931 (90 سنة)
- كارول بيكر - مواليد 1931 (90 سنة).
- ليزلي كارون - مواليد 1931 (90 سنة).
- داريل هيكمان - مواليد 1931 (90 سنة)
- ميتزي جاينور - مواليد 1931 (90 سنة).
- أنجي ديكنسون - مواليد 1931 (90 سنة)
- ريتا مورينو - مواليد 1931 (90 سنة)
- بايبر لوري - مواليد 1932 (89 سنة)
- جوان كولينز - مواليد 1933 (88 سنة)
- كيم نوفاك - مواليد 1933 (88 سنة)
- صوفيا لورين - مواليد 1934 (87 سنة)
- شيرلي ماكلين - مواليد 1934 (87 سنة)
- مارجريت أوبراين - مواليد 1937 (84 سنة)